# Micro-région de Sásd
La micro-région de Sásd (hongrois : sásdi kistérség) est une micro-région statistique hongroise rassemblant plusieurs localités autour de Sásd.